# Pinguicula orchidioides
Pinguicula orchidioides (лат.) — многолетнее насекомоядное растение, вид рода Жирянка (Pinguicula) семейства Пузырчатковые (Lentibulariaceae). Произрастает в Мексике и Гватемале.
Жирянка Pinguicula orchidioides образует летние розетки из плоских сочных листьев длиной до 5 см, покрытых слизистыми (липкими) желёзками, которые привлекают, захватывают и переваривают добычу этого хищного растения — членистоногих. Питательные вещества, полученные от добычи, используются для дополнения бедного питательными веществами субстрата, в котором растёт растение. Уникальностью вида P. orchidioides является его способность образовывать базальные почки, которые удлиняются в столоны и служат средством бесполого размножения путём фрагментации. Зимой растение образует неплотоядную розетку из маленьких мясистых листьев, которая сохраняет энергию, когда запасы пищи и влаги низкие. Одиночные фиолетовые цветки появляются с июля по сентябрь на прямостоячих цветоножках длиной до 22 см.

## Таксономия
Вид был впервые описан в 1844 году Альфонсом Декандолем, но после неудачной ошибки его современника Уильяма Джексона Гукера был отнесён к ботаническим синонимам и практически забыт, пока не был вновь открыт благодаря трудам ботаников в 1990-х годах.
Родовое название Pinguicula происходит от латинского pinguis (что означает «жир») из-за маслянистой текстуры поверхности плотоядных листьев. Видовой эпитет oralioides (орхидееобразный) указывает на изящные, похожие на орхидеи цветки.

## Описание

### Внешний вид и фенология
Как и многие другие мексиканские жирянки, Pinguicula orchidioides обладает сезонным диморфизмом, то есть имеет два различных типа роста в течение года. Летом, когда дожди и насекомые наиболее обильны, растение образует приземистую розетку диаметром до 10 см, состоящую из яйцевидных или ланцетных листьев с чёткими черешками. Эти листья плотоядны, их большая поверхность густо покрыта стебельчатыми слизистыми желёзками, с помощью которых они привлекают, ловят и переваривают членистоногих, чаще всего мух. Эти так называемые «летние листья» сменяются «зимними розетками» из мелких, безжелезистых суккулентных листьев с наступлением сухого сезона в ноябре или декабре. Эта защитная зимняя розетка позволяет растению находиться в состоянии зимнего покоя до первых дождей в мае. Цветки появляются по одному на вертикальных цветоносах длиной 7-22 см в июле-сентябре, когда начинается летний рост.

### Листья и столоны
Листовые пластинки «летних» розеток P. orchidioides гладкие, жёсткие и сочные, обычно зелёного цвета. Пластинки обычно яйцевидные или ланцетные, длиной от 20 до 46 мм и шириной от 6 до 18 мм, с глубоко закрученным краем. Они поддерживаются черешками длиной 10-30 мм с реснитчатым краем.
«Зимняя», или «покоящаяся», розетка P. orchidioides имеет диаметр 6-13 мм и состоит из 25-36 небольших, плотных, мясистых, нежелезистых листьев. Каждый из них имеет длину от 5 до 11 мм и ширину от 1 до 3 мм, он заострённый и густо покрыт тонкими волосками.
Особенностью P. orchidioides среди всех мексиканских представителей жирянок является то, что она образует столоны в течение всего летнего периода роста. Испанская P. vallisnerifolia и эквадорская P. calyptrata также способны образовывать столоны, хотя и более мелкие.   Они начинаются как почковидные образования в зимней розетке и удлиняются в плетевидные столоны длиной до 8 см летом. Эти столоны, имеющие небольшие нежелезистые листья, разбросанные по всей длине, могут укореняться, образуя новые растения при контакте с подходящим субстратом. Эта особенность позволяет виду образовывать группы растений, многие из которых генетически идентичны.
Как типично для рода жирянок, верхняя поверхность листовой пластинки летних листьев густо покрыта стеблевыми (стебельчатыми) слизеобразующими желёзками и сидячими (плоскими) пищеварительными желёзками. Стеблевые желёзки состоят из нескольких секреторных клеток на вершине одноклеточного стебелька. Эти клетки вырабатывают слизистый секрет, который образует видимые капли на поверхности листа. Этот влажный вид, вероятно, помогает заманивать добычу в поисках воды; похожее явление наблюдается у росянок. Капельки выделяют лишь ограниченное количество ферментов и служат в основном для улавливания насекомых. При контакте с насекомым стеблевые желёзки выделяют дополнительную слизь из специальных резервуарных клеток, расположенных у основания их стеблей. Насекомое борется, активируя больше желез и покрываясь слизью. Сидячие желёзки, которые лежат плоско на поверхности листа, служат для переваривания добычи-насекомого. После того, как добыча захватывается стебельчатыми железами и начинается пищеварение, первоначальный приток азота запускает выделение ферментов сидячими железами. Эти ферменты, включая амилазу, эстеразу, фосфатазу, протеазу и рибонуклеазу, расщепляют перевариваемые компоненты тела насекомого. Эти жидкости затем всасываются обратно в поверхность листа через кутикулярные отверстия, оставляя на поверхности листа только хитиновый экзоскелет крупных насекомых.

### Цветки
У P. orchidioides за период цветения появляется от одного до трёх цветков. Они располагаются по одному на прямостоячих цветоносах длиной от 7 до 22 см, вишнево-красного цвета и голые, за исключением чашечки.
Цветки состоят из пяти лепестков, сросшихся на одном конце. Горловина цветка, часть цветка около точки прикрепления, в которой расположены репродуктивные органы, имеет воронкообразную форму, а лепестки расширяются от неё, образуя пятилопастный зигоморфный венчик. Ниже точки прикрепления к стеблю лепестки срослись в шпорец длиной 18-26 миллиметров, который выступает назад примерно перпендикулярно остальной части цветка.
Цветки фиолетово-пурпурные, длиной от 30 до 48 мм, с двугубым венчиком с 2-лопастной верхней и 3-лопастной нижней губой. Верхние доли 10-14 мм в длину и 5-9 мм в ширину, обычно продолговато-обратнояйцевидные. Внешние нижние доли продолговато-ланцетные, длиной 11-16 мм в длину и 4-7 мм в ширину, сужаются на кончике. Центральная нижняя доля немного длиннее соседних, 15-19 мм в длину и 4-5 мм в ширину, и отмечена белой полосой у основания. Цветочная трубка, в которой размещаются репродуктивные органы и которая видна у основания долей венчика, короткая, 3-4 мм в длину и не имеет нёба.
Завязь и прикреплённый к ней пестик выступают из верхней части цветочной трубки около её отверстия, восприимчивой поверхностью рыльца кпереди. Пыльники свисают с отогнутых тычиночных нитей позади пестика. Опылители вылетают, собрав нектар со шпорцевой щёточки о пыльник, и переносят пыльцу на рыльце следующего цветка, который они посещают. Цветки могут цвести до 10 дней, но увядают после опыления. Опылённые завязи созревают, образуя раскрывающиеся семенные коробочки размером 4-5 мм, содержащие многочисленные семена длиной 1 мм.

### Ботаническая история
Pinguicula orchidioides была впервые описана франко-швейцарским ботаником Альфонсом Луи Пьер Пирамю Декандолем в 1844 году на основе коллекций Ж. Андриё (130). Декандоль, подразделяя род Pinguicula, включил этот вид в недавно созданную секцию Orcheosanthus вместе с другими видами с пурпурными, глубоко двугубыми венчиками с 5 почти равными лопастями, короткой цветочной трубкой и крупным шпорцем, не выступающим за пределы трубки.
Два года спустя Уильям Джексон Гукер описал растение, которое он видел в ботаническом саду Кью, и, полагая, что оно похоже на Pinguicula orchidioides Декандоля, использовал это название. К сожалению, этот экземпляр на самом деле был жирянкой моранской (Pinguicula moranensis var. neovolcanica), что вызвало большую путаницу среди таксономистов, которые впоследствии стали считать P. orchidioides синонимом P. caudata или P. macrophylla.
Признание вида было поддержано только Спрагом (1928), который утверждал, что вид Декандоля отличается от растения, описанного Гукером. Зигфрид Йост Каспер, хотя и исключил вид из своей ревизии рода в 1966 году, отметил, что Pinguicula orchidioides auct. non A.DC.: Hook., вероятно, был nomen dubium vel ambiguum. Однако идентификация Pinguicula orchidioides A.DC. осталась без внимания и была забыта, поэтому, когда Ханс Лурс описывал образцы Pinguicula со столонами в 1995 году, он сделал это под новым названием: P. stolonifera.
Лишь в 1998 году вид был переописан под названием Pinguicula orchidioides мексиканским специалистом по Pinguicula Серхио Самудио. Он отметил его отличие от других видов по форме листьев, образованию столонов, морфологии цветков и географической изоляции (от P. oblongiloba).

## Распространение и местообитание
Pinguicula oralioides в настоящее время известна лишь из нескольких мест, большинство из которых находится в штате Оахака, хотя несколько мест также известны в штате Герреро и гватемальском департаменте Солола. Отсутствие данных из Чьяпаса и других промежуточных зон, вероятно, является результатом систематической ошибки выборки. Эта жирянка произрастает в горных районах на высоте от 2000 до 2700 (3000) м над уровнем моря. P. oralioides, по-видимому, предпочитает влажные склоны холмов, откосы или насыпи, где она произрастает среди сосново-дубовых лесов на красновато-коричневых или коричневых глинистых или песчано-глинистых почвах. Среди других сопутствующих растений встречаются представители родов Arbutus, Arctostaphylos и Clethra.